# Elacomia borneensis
Elacomia borneensis är en skalbaggsart som först beskrevs av Maurice Pic 1933.  Elacomia borneensis ingår i släktet Elacomia och familjen långhorningar.
Artens utbredningsområde är Sarawak. Inga underarter finns listade i Catalogue of Life.